# 비정규직
비정규직(非正規職, 영어: temporary work, temporary employment, precarious work)은 고용인이 특정한 기간 내에 고용주를 떠나기로 되어 있는 상태를 말한다. 대한민국 고용노동부의 정의에 의하면 계약직, 일용직, 간접고용 노동자들을 뜻한다. 템프라고도 한다.
인터넷과 긱 경제(gig economy←단기 계약 또는 프리랜서의 특징을 지니는 노동 시장)의 성장과 더불어 수많은 노동자들은 현재 프래랜서 시장에서 단기 직종을 찾지 않고 있다.

## 자세한 설명

#### 비정규직의 정의
비정규직의 범세계적인 정의는 정해져 있지 않다. OECD조차 임시적 근로자(temporary worker)정도로 규정하고 있을 뿐 더 구체적으로 정하지 않는다. 이처럼 비정규직의 개념과 범위가 차이가 나는 이유는 국가들마다 취약한 노동자계층의 발생의 원인이 다르기 때문이다. 하지만 일반적으로 비정규직 근로자는 자신이 일하는 직장에서 정년을 보장 받는 정규직 근로자와 비교하여 정년을 보장 받지 못한 채, 일정 기간 동안만 일시적으로 일하는 근로자를 가리킨다. 한국에서는 2002년 7월의 노사정위원회에서 비정규직을 고용형태를 가지고 한시적 혹은 기간제 근로자, 시간제 근로자, 비전형 근로자를 가리켜 비정규직으로 정의하였다.

##### 쉬운 해고와 적은 임금

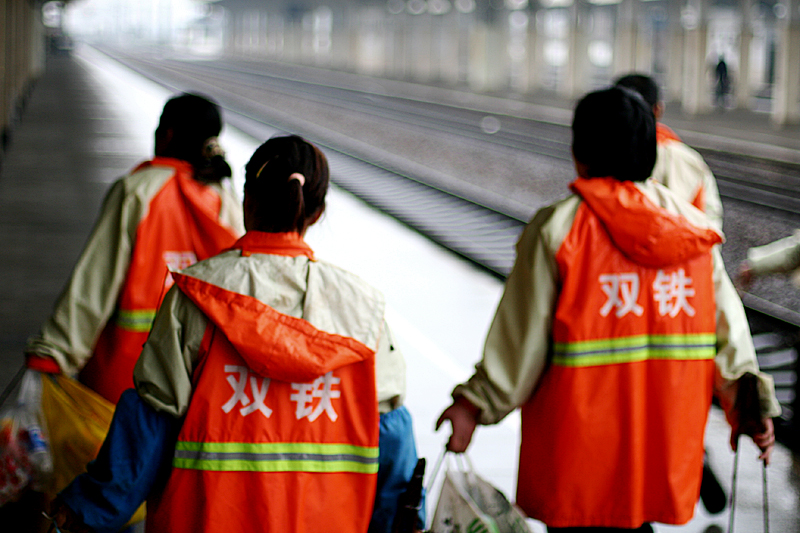
쑤저우 역 청소 근로자

비정규직은 임금을 적게 주고, 해고를 쉽게 하기 위해 등장했으며, 정규직과의 차별대우(같은 일을 하고도 정규직의 50-70%를 받음. 통근버스, 할인구매 등 정규직 노동자들에게 제공되는 복지가 비정규직에게는 없음), 저임금/장시간 노동(최저임금제에서 정한 금액과 큰 차이가 없는 임금, 휴식시간이 거의 없는 지나친 업무강도 등), 계약기간이 만료되면 더 이상 일할 수 없는 불안고용, 어용노조가 아닌, 민주적 노동조합 결성시 회사문을 닫음으로써 노동자들을 해고하거나, 근로계약 연장을 조건으로 한 노동조합 탈퇴를 강요하는 노동운동 탄압같은 노동자의 인권을 무시한 고용환경 등을 이유로 노동계로부터는 비판을 받아왔다.

#### 시간대에 따라 필요한 노동력 변화
서비스 산업은 노동 수요의 변화가 많고, 하루일과 중에도 수요가 일정하지 않는 특성이 있다. 예를 들면, 대형 마트에서는 시간대에 따라 필요한 노동력이 시시각각 변화한다. 그 때문에 서비스 산업에서는 파트타임 노동자 고용을 선호하게 되었다. 또한 시대가 바뀌면서 여성의 사회 진출도 늘어났지만, 많은 여성들이 가사도 담당하고 있었기 때문에 풀타임으로 일하는 것이 어려웠고 파트타임을 선호하게 되었다.
이러한 배경에서 파트타임 노동자는 노동시장 안에서 규모가 커져 왔지만, 한편으로는 정규직과의 차별 등 여러 가지 문제도 생기게 되었다.

#### 비정규직의 종류
- 간접고용:간접고용은 원청업체가 노동자를 직접 고용하는 게 아니라, 협력업체로도 불리는 하청업체를 통해 노동자를 고용하는 비정규직을 뜻한다. 임금은 노동력을 제공받은 원청에서 하청을 통해 지불한다. 사용자가 복수(원청, 하청)인 것이 사용자가 하나인 정규직과 다르다. 하청업체가 다시 하청을 주는 2, 3차 하청업체의 노동자도 있다. 조선업, 자동차, 건설, 판매업, 청소, 경비 노동자에 걸쳐 다양하며, 같은 일을 하면서 받는 임금은 50%인 임금차별을 받기 때문에 상대적 빈곤에 놓이게 된다. 더 큰 문제는 고용불안으로, 정리해고가 시행되면 비정규직 노동자들이 먼저 해고된다는 사실이다.[6]
- 일용직 :일용직은 월급이 아닌, 일당을 받아서 생활하는 비정규직 노동자를 말한다. 건설 노동자, 공공기관 노동자, 목욕탕 때밀이 등에서 볼 수 있다. 노동기간이 짧을 뿐더러 고용과 실업이 반복되므로 가장 불안정한 비정규직 노동자이다.
- 특수고용:특수고용은 개별사업자라고 계약을 맺지만 실제로는 회사에서 업무지시, 임금지급을 하기 때문에 고용관계로 봐야 하는 비정규직이다. 학습지 교사, 화물, 건설 중장비 기사, 용달차 기사, 우체국 위탁 택배원, 재택위탁집배원 등이 여기에 해당한다. 노동력을 제공하여 임금을 받는 노동자임에도, 노동자의 권리인 노동3권이 존중되지 않는 결함이 일어난다.
- 계약직:기간제라고도 한다. 고용기간을 정해놓고 계약을 맺음으로써 고용된 노동자이다. 사용자가 고용계약기간을 정하여 직접 고용한 직접고용 비정규직이다. 무기계약직이라고 해서 고용기간이 없는 계약직 노동자도 생겼다. 1년계약(2년에서 1년으로 바뀜)의 우체국 상시 집배원, 택배원 등이 계약직 또는 기간제에 해당한다.

## 문제

### 차별
실질적으로는 정규직과 같은 일을 하면서도 비정규직이라는 이유로 차별을 받는 경우가 있다.
정규직 노동자는 회사에 정식으로 고용이 되어 권리를 행사하고 의무를 수행한다. 권리 중 일정 기간 동안 고용이 보장되고, 부당한 해고로부터 보호된다. 그러나 비정규직 노동자는 단기간(1~2년)계약을 하며, 고용계약기간을 고용자가 연장한다. 따라서 다음 재계약을 위하여 현실적으로 많은 불이익을 당할 가능성이 많다. 본래 비정규직은 일의 필요에 따라 외부 업체의 직원을 비정규직으로 쓰고자 만들어진 제도였다. 하지만 기업들은 고용이 부담스러운 정규직 직원을 적게 고용하기 위해 비정규직 제도를 악용하고 있다.
비정규직은 똑같은 노동자이지만 정규직에 비해 고용과 임금에서 심각한 불평등을 겪고 있다. 한국노동사회연구소 김유선 부소장의 분석 결과 비정규직의 시간당 임금은 정규직의 52.7%에 불과하지만 주당 노동시간은 50.5시간으로 정규직의 47.1시간보다 오히려 길다. 사회보험 가입률은 비정규직 형태별로 22∼25%에 불과하고, 상여금, 퇴직금, 시간외수당, 유급휴가·연월차 적용률은 16∼23%에 그친다.— 《한겨레21》 2001년 6월 13일

비정규직 노동자의 존재는 우리 사회의 가장 어두운 그늘이다. 우리 시대의 차별과 고통의 원인이며, 장시간 저임금 무권리 노동의 상징이다. 비정규직 860만명. 10년 전 IMF 구제금융을 받아야 했던 혹독한 외환위기로 수천 개의 기업들이 도산하고 수만 명의 노동자들이 실직하는 과정에서 우리 노동시장의 빈자리를 메운 고통의 숫자다. 하지만, 비정규직 860만명은 희망의 숫자이기도 하다. 우리 경제를 지탱하는 지렛대이기 때문이다. 우리 경제를 살릴 수 있는 열쇠도 그들이 쥐고 있다.

비정규직의 남용과 차별 해소 등 그들의 눈물을 닦아주지 않고 노동시장의 안정화를 기대할 수 없다. 노동시장이 안정화되지 않으면 생산현장은 희망의 공장이 아니라 절망의 공장으로 전락하고 말 것이다. 기업은 허덕이고, 노동자는 일자리를 잃게 된다. 이것은 비정규직 노동자에게만 해당되는 문제가 아니다. 비정규직에 비해 임금이 높은 정규직 노동자가 구조조정의 칼날을 피해갈 수는 없다. 이런 정규직 노동자의 막다른 골목은 결국 비정규직이다. 그래서 '비정규직은 정규직의 미래'라는 말이 나오는 것이다. 비정규직의 남용·차별 해소 문제, 더 나아가 비정규직의 정규직 전환 문제에 노동자 모두가 '희망'을 걸어야 하는 이유다.— 고통과 희망의 숫자, 비정규직 860만명《내 마음속의 굴렁쇠》2008년 12월 30일

### 신뢰성
임시직에는 몇가지 법적인 문제가 발생할 수 있는데, 특히 보안이 요구되는 자리에 대해 노동자의 신뢰성을 확보할 수 없다는 점이다. 2004년 미국 대통령 선거에서 지역 선거위원회는 임시직을 고용하였는데 투표자 등록 명부가 보안 조치 없이 사무실 밖 쓰레기통에 버려져 문제가 되기도 했다..

### 불법파견
현재 파견법으로는 노동자의 권리침해를 막기 위해, 파견의 기간과 업종을 규제하고 있는데, 대한민국에서는 사용기간 2년, 가능업종도 26개로 정하고 있다. 하지만 현실에서는 파견법에서 금지된 제조업 직접공정에서의 간접고용 곧 불법파견(약자로 불파)이 일어난다.

## 사례

### 현대차
2010년 7월 22일 대법원에서 근로자 지위소송을 낸 현대자동차 비정규직 노동자들의 간접고용 또는 사내하청을 불법파견으로 판결하였던 것도 그러한 이유에서이다. 2010년 현재, 현대자동차에 간접고용된 비정규직 노동자들이 직접 고용된 현대자동차 정규직 노동자들과 함께 하는 일은 컨베이어 벨트에 따라 이동하는 자동차 몸에 타이어 등의 부품을 설치함으로써 자동차를 만드는 직접공정이다. 당시 대법원에서는 사용주가 파견노동자를 2년 이상 사용했을 때 직접 고용한 것으로 본다는 파견법 고용의제를 근거로 했다.

### 쌍용차와 기아차
쌍용자동차 비정규직 노조와 기아자동차 비정규직 노동자들도 2015년에 근로자 지위소송으로써 불법파견으로 인정되었다. 따라서 원청에서는 파견법 고용의제를 존중하여 비정규직 노동자들을 직접고용을 하는 것이 맞다. 하지만 비정규직 노동자들의 경력을 인정하지 않고 신규채용함으로써, 불법파견 판결을 인정하지 않고 있다. 그래서 비정규직 노동자들은 "법원의 불법파견 판결을 인정하여 직접고용하라"는 정당한 목소리를 내기 위해, 고공농성이나 점거파업을 하는 노동쟁의에 내몰리게 된다. 현대자동차 비정규직 노동자들이 철탑에서 고공농성을 했으며, 현재 기아자동차 비정규직 노동자들이 국가인권위원회에서 고공농성을 하고 있다.

## 나라별 상황

### 대한민국
통계청의 자료조사방법론을 살펴보면 비정규직에 대하여 알 수 있다. 통계청에서는 크게 본 조사와 부가조사를 실시하는데, 본 조사에서는 근로자를 종사자 지위에 따라 상용직, 임시직, 일용직으로 분류한다. 부가조사에서는 고용형태에 따라 한시적 근로자, 시간제 근로자, 비전형 근로자로 분류하고 있다. 여기서 비정규직에 대한 정의는 노동계와 정부의 입장에 대한 차이가 드러나는데, 우선 노동계는 비정규직 범위를 경제활동인구 본 조사상의 임시직, 일용직근로자와 상용직 근로자 중 부가조사 상의 비정규직근로자를 합한 것으로 파악하고 있고, 정부는 2002년 7월 노사정위원회에서 합의한 바에 따라 경제활동인구 부가조사 상 고용형태에 따라 정의되는 한시적, 시간제, 비전형 근로자만을 포함하고 있다.

#### 비정규직 증가
대한민국에서는 김영삼 정부 때 당시 세계화와 노동시장의 유연화에 대한 요구에 응하여 여당인 신한국당(새누리당의 전신)이 1996년 12월 26일 비정규직의 내용이 포함된 노동법을 통과시켰다. 1997년 IMF 외환위기를 계기로 김대중 정권 때 비정규직이 크게 늘어났다. 임금근로자 중 비정규직 비율은 공식 통계로 2009년 3월 현재 33.4%를 기록하고 있다. 실제 비율은 더 높다는 견해도 있다. 2006년부터 시행된 비정규직 보호법은 비정규직 비율을 낮추는데 어느 정도 기여하고 있다는 분석이 있다. 그러나 산술적으로 정규직을 늘리고 비정규직을 낮췄을뿐 실질적으로 비정규직 일자리를 양적, 질적으로 줄이는 부정적인 결과를 초래하였다. 2010년 10월 4일 기획재정부의 기획재정위원회는 2010년 3월 기준으로 정규직과 비정규직의 임금에는 103만 6000원 차이가 있다고 밝혔다. 2011년 통계청 자료에 따르면 2011년 말기에 나타난 비정규직 인구는 600만 명에 달한다.
‘평생직장에서 평생직업’으로 이것은 직업훈련과 관련된 정부기관이 근래 홍보에서 사용하는 구호다. 많은 사람들의 고용관계가 정규직으로부터 비정규직 또는 임시직의 불안정한 상태로 변화되는 것이다. 이것은 또 거의 대부분의 직종에서 당연히 임금과 근로조건의 저하와 결합된다. 비정규직 노동은 모든 산업분야에서 증가하는 추세다. 특히 비전문직 서비스업 분야에서는 크게 늘고 제조업분야에서는 상대적으로 적게 늘어나는 것으로 분석된다.
이런 변화에 대해 일부에서는 정보통신기술의 발전에 기초를 둔 이른바 ‘지식기반경제’의 도래, 그리고 지구시장에서의 경쟁을 강제하는 ‘지구화’에 의해 빚어진 현상으로 지적한다. 기술혁신과 제품의 생애주기 단축으로 노동력 수요와 직무가 급속히 변화하고 있을 뿐 아니라 격심해진 경쟁에서 기업들이 살아남기 위해서는 고용을 ‘유연화’하게 된다는 것이다.
2013년 직장인 대상 설문조사 결과 10명 중 7명은 새해 소망으로 ‘이직’을 가장 원한다는 조사결과가 나왔다. 고용불안과 함께 평생직장 개념이 사라지면서 보다 안정적인 직종으로 전환하고자 하는 직장인들이 늘고 있다.

2021년 기준으로 OECD국가중에서 한국이 콜롬비아를 제치고 비정규직비율이 가장 높은 나라가 되었다.
| 시기       | 비율  |
| ---------- | ----- |
| 2004년 8월 | 37.0% |
| 2005년 8월 | 36.6% |
| 2006년 8월 | 35.5% |
| 2007년 8월 | 35.9% |
| 2008년 8월 | 34.5% |

#### 고용불안 및 노동운동 탄압
기업이 비정규직을 정규직에 비해 비교적 쉽게 해고할 수 있기 때문에 비정규직 노동자는 고용불안 상태에 놓이는 경우가 많다. 예를 들어 간접고용 비정규직 노동자의 경우 하청업체가 문을 닫으면 해고된다. 또한 비정규직 노동자들의 권리를 위해 조직된 노동조합 가입이 암묵적인 해고 사유가 된다는 인식이 있으며, 실제로 비정규직 노동자가 노동조합에 가입하는 경우는 극히 드물다. 따라서 현실적으로 비정규직은 노동조합을 결성하여 권리투쟁을 하는 노동조합 활동이 매우 어려우며, 이 때문에 노동운동을 탄압하기 위해 노동자를 해고하는 부당해고에 대응하기 어려운 악순환이 생긴다고 보는 견해가 있다.
금속노조 서울지부 남부지역지회장은 “상시적 계약 해지 위협에 시달리는 비정규직은 사실상 노동조합에 가입하기조차 어려운 게 현실”이라며 “노조 간부만 해고한 것은 이번 기회에 노조를 무력화시키겠다는 것”이라고 비판했다.— 2009년 7월 3일 한겨레 기사

대법원도 2011년 “현대중공업의 사내하청노조 조합원이 고용된 업체를 모두 폐업한 것은 정당한 노조활동에 대한 원청의 지배·개입 행위이므로 부당노동행위에 해당한다”고 판결한 사례가 있다.

#### 비정규직 보호법
비정규직 보호법은 기간제 및 단시간근로자 보호 등에 관한 법률, 파견근로자보호 등에 관한 법률, 노동위원회법 등 비정규직보호 관련 법률을 통틀어 이르는 말이다. 간단히 비정규직법이라고도 한다. 2006년 11월 30일 비정규직 보호법이 국회에서 통과되어 2007년 7월 1일부터 300인 이상 사업장에 적용되었다. 2008년 7월에는 100인 이상 사업장, 2009년 7월 1일에는 5인 이상 사업장으로 시행 범위가 확대되었다.

### 일본
전후, 공업이 발달함에 따라 노동력이 부족하게 되면서 주부를 파트타임 노동자로 고용하는 경우가 늘어 났다.
버블 경제 붕괴 후의 헤이세이 불황에서는 비용 절감 압력에 따라 정규직 고용을 줄이고 비정규직 고용을 늘리는 현상이 나타났다. 노동자수의 추이를 보면, 1980년대부터 전체 고용자 중 비정규직의 비율은 조금씩 증가하여, 1990년에 처음으로 20%를 넘었다. 이후는 큰 변동이 없다가 1990년대 후반부터 다시 현저하게 증가하여 1999년에 25%, 2003년에는 30%를 넘었다. 이는 주로 여학생과 중년 여성의 파트타임 및 아르바이트가 많아지고, 파견직과 계약직이 증가했기 때문이다.
2008년 10월 ~ 12월 평균 자료에서는 과거 최고 34.6%를 기록하여, 3명 중 1명 꼴을 차지하게 된다.

### 미국
정규직과 비정규직 간에 균등한 대우를 해야 한다는 규칙은 없다. 개별 고용형태는 기업과 노동자의 사이의 계약으로 결정된 것이므로 정부가 법률로써 개입하지는 않는다는 생각에 따른 것이다.
또한, 미국에서 불평등으로 인식되는 것은 인종, 성별, 연령 등 스스로 선택할 수 없는 것에 대해서이며 정규직, 비정규직의 고용형태는 선택의 결과로 받아들이는 경향이 있다. 이는 인종, 성별 등으로 인한 고용 차별에 법적 대응을 하는 사례는 많다는 점에서 알 수 있다.
노동자는 광역 노동조합을 조직하여 기업이나 지방 정부에게 처우개선을 요구하는 목소리를 내고 있다.

### 유럽

#### 비정규직 차별 금지
정규직과 비정규직을 균등하게 대우(동일한 노동에 대해 동일한 임금 지급)하도록 하는 움직임이 있었다. 프랑스는 1981년부터, 독일은 1985년부터 차별적 취급을 금지하고 있다. 유럽연합(EU)에서는, 1997년에 파트타임 노동 지령이 발령되었다. 그에 따라 파트 타임을 이유로 차별하는 것이 금지되고, 시간 비례의 원칙이 적용되도록 하고 있다. 산업별 노동협약과 임금체계가 있어서 풀 타임과 파트 타임의 임금이 크게 다르지 않았던 점이 그러한 정책의 배경이 되었다.
네덜란드, 덴마크처럼 사회민주주의 전통을 가진 유럽에서는 노동자들이 권리를 위해 싸워온 노동운동 전통덕분에, 같은 일을 한다면 임금과 복지에서 차별이 없어야 한다는 동일노동 동일임금의 실천으로써 비정규직 노동자들이 차별을 받는 일이 없도록 하고 있다.

#### 정규직 전환
또한 독일의 자동차회사 폴크스바겐은 간접고용 비정규직 노동자 400명을 정규직으로 전환하고 2200여명도 정규직 전환을 예정하는 등 비정규직을 줄여가고 있다.

#### 논쟁
기업 측은 임금에 대해서는 그다지 반발하지 않았고, 연금에 대해서는 일부 반발하기도 했다. 주요 이유는 연금 비용이 파트 타임에도 들기 때문이었다. 예를 들어 풀 타임 1명을 30년 고용하는 경우와 파트 타임 30명을 1년마다 고용하는 경우를 비교할 때, 같은 노동량에 대해 후자가 사무 처리 비용 등이 높아진다. 한편 노동조합 측은 정규직의 몫이 줄어든다고 하여 반발하기도 했다.

### 중국
중국에서 비정규직은 정규 직장에서 정사원 계약을 하지 않은 일자리로, 개인사업자, 포장마차 또는 노점의 판매원, 가내 수공업, 기업의 임시 계약 사원 등을 가리킨다. 이에 따르면 기업가도 비정규직에 포함된다.
중국 내의 비정규직자는 2006년 기준으로 약 1억 3000만명 이상 있는 것으로 추정되고 있다. 그들은 사회 보장을 받을 수 없으며, 이 때문에 사회 보장 제도의 정비를 요구하는 목소리가 있다.

## 같이 보기
- 구조조정
- 비정규직법
- 비상근(part-time; 시간제)
- 임시직, 일용직
- 노동력 임시직화(work casualisation)
- 긱 노동자(gig worker)
- 가리
- 한시적 노동(contingent work)
- 최저임금(minimum wage)
- 최저임금법
- 아웃소싱
- 오프쇼어링
- 신자유주의
- 노동 빈곤층(워킹푸어)
- 맥잡(McJob)
- 인턴제
- 기본소득
- 바세나르 협약
- 88만 원 세대
- 잃어버린 세대
- 취업빙하기